# 28.000 puñaladas
28.000 puñaladas es el cuarto álbum de estudio de la banda de rock española Marea, lanzado a través de DRO East West en el 2004. El álbum alcanzó el número 3 en las listas de ventas españolas.
Curiosamente, el título del disco se debe, a que, según cuenta Kutxi Romero en la web oficial del grupo, un día estaba viendo un programa en televisión en el que se dijo que la media de vida de una persona es de 76 años, lo que equivaldría aproximadamente a 28.000 días, «una puñalada por día», concluye Kutxi.

## Lista de canciones
1. «La rueca» - 03:55
2. «A caballo» - 05:32
3. «Virgen del fracaso» - 04:27
4. «Con la camisa rota» - 04:46
5. «Latido jondo» (con Javier Navascués como piano hammond) - 05:01
6. «El hijo de la Inés» (con Javier Navascués como piano hammond) - 04:50
7. «Dos alpargatas» - 04:00
8. «Como los trileros» (con Manolo Chinato, Martín Romero y Domingo Calzado como voz) - 04:31
9. «Ciudad de los gitanos» - 04:50
10. «Al culo de una lombriz» (con Rosendo Mercado como voz) - 03:50
11. «Que se joda el viento» - 05:10